# Llatí (mim)
Llatí (en llatí Latinus) va ser un cèlebre actor romà que participava en les representacions de mims, que vivia en el regnat de Domicià. Va ser un dels favorits de l'emperador, al que va servir com a delator. Marcial l'anomena sovint, en parla en termes favorables i reprodueix el seu epitafi. Treballà normalment amb una mima anomenada Timela (Thymele).
Juvenal menciona un Latinus del que diu que per orde de Neró va ser executat, acusat de l'adulteri amb Messal·lina Estatília, però no era el mateix personatge.